# 2011 aux Territoires du Nord-Ouest
Chronologie des Territoires du Nord-Ouest
- 2007
- 2008
- 2009
- 2010
- 2011
- 2012
- 2013
- 2014
- 2015

Cette page concerne des événements d'actualité qui se sont produits durant l'année 2011 dans le territoire canadien des Territoires du Nord-Ouest.

## Politique
- Premier ministre : Floyd Roland puis Bob McLeod
- Commissaire : George Tuccaro
- Législature :

## Événements
- Lundi 3 octobre : 22e élection générale.